# Tasmán tüskecsőr
A tasmán tüskecsőr (Acanthornis magna) a madarak osztályának verébalakúak (Passeriformes) rendjébe, az ausztrálposzáta-félék (Acanthizidae) családjába tartozó Acanthornis nem egyetlen faja. A családot egyes szervezetek a gyémántmadárfélék (Pardalotidae) családjának Pachycareinae alcsaládjaként sorolják be.

## Rendszerezése
A fajt John Gould angol ornitológus írta le 1855-ben, az Acanthiza nembe Acanthiza magna néven.

## Alfajai
- Acanthornis magna greeniana Schodde & I. J. Mason, 1999
- Acanthornis magna magna (Gould, 1855)[1]

## Előfordulása
Ausztráliához tartozó Tasmania szigetén honos. A természetes élőhelye mérsékelt övi erdők és cserjések. Nem vonuló faj.

## Megjelenése
Testhossza 11–12 centiméter, testtömege 10 gramm.

## Életmódja
Főleg rovarokkal táplálkozik.